# ماروفوتی
ماروفوتی (به لاتین: Marofoty) یک منطقهٔ مسکونی در ماداگاسکار است که در تولیارا دوم واقع شده‌است. ماروفوتی ۱۷٬۰۰۰ نفر جمعیت دارد و ۳۷ متر بالاتر از سطح دریا واقع شده‌است.